# Сармаш-Башское сельское поселение
Сармаш-Башское сельское поселение — сельское поселение в Заинском районе Татарстана.
Административный центр — село Сармаш-Баш.

## Населённые пункты
В состав поселения входят 3 населённых пункта:
- сёла: Сармаш-Баш, Фёдоровка.
- деревня: Кадыково.

## Население
| 2010 | 2011 | 2012 | 2013 | 2014 | 2015 | 2016 |
| ---- | ---- | ---- | ---- | ---- | ---- | ---- |
| 457  | →457 | ↘453 | ↘445 | ↘437 | ↘422 | ↘412 |
| 2017 | 2018 |      |      |      |      |      |
| ↘399 | ↘383 |      |      |      |      |      |